# Trischalis metaligera
Trischalis metaligera là một loài bướm đêm thuộc phân họ Arctiinae, họ Erebidae.